# William Rowley (Dramatiker)
William Rowley (* um 1585; begraben am 11. Februar 1626) war ein englischer Dramatiker der Regierungszeit von James I.
Über Rowleys Leben ist nur sehr wenig bekannt. Vor 1610 arbeitete er als Schauspieler in der Truppe der von Königin Anne (Queen Anne’s Men). In den 1620er Jahren ist er mit Das Spiel um Mitternacht am Globe Theatre hervorgetreten.
William Rowley arbeitete oft mit anderen Schriftstellern zusammen. Es ist bekannt, dass er mit Thomas Heywood, Thomas Middleton, John Fletcher, John Ford, Thomas Dekker und John Webster zusammenwirkte.
Die folgenden Werke werden Rowley selbst zugerechnet:
- A New Wonder (publiziert 1632)
- All’s Lost by Lust (publiziert 1633)
- A Match at Midnight (publiziert 1633)
- A Shoemaker a Gentleman (publiziert 1638)